# Governo Sidorski II
Il governo Sidorski è stato il sesto esecutivo della Bielorussia per 4 anni 8 mesi 22 giorni dal 6 Aprile 2006 al 28 Dicembre 2010. Il governo rassegna le Dimissioni di cortesia il giorno dopo le elezioni presidenziali del dicembre 2010 che videro la riconferma del presidente Lukashenko il quale ne approfitto accettando le dimissioni di cortesia con la motivazione di rinnovare il consiglio dei ministri.

## Situazione parlamentare
La seguente legenda indica le posizioni dei partiti al momento del giuramento del governo durante la 5 legislatura: 
| Camera | Collocazione | Partiti          | Seggi     |
| Camera |              |                  |           |
| ------ | ------------ | ---------------- | --------- |
| Camera | Maggioranza  | N-I (98), PC (8) | 106 / 110 |
| Camera | Opposizione  | PA (3),PLDB (1)  | 4 / 110   |

La seguente legenda indica le posizioni dei partiti al momento del giuramento della 6 legislatura dopo le elezioni del 2008: 
| Camera | Collocazione | Partiti                  | Seggi     |
| Camera |              |                          |           |
| ------ | ------------ | ------------------------ | --------- |
| Camera | Maggioranza  | N-I (101), PC (6)        | 107 / 110 |
| Camera | Opposizione  | PCU (1), PDS (1), PA (1) | 3 / 110   |

## Composizione
Indipendenti
     Comunista
| Carica                                                        | Titolare | Titolare | Titolare             | Partito politico | Partito politico |
| ------------------------------------------------------------- | -------- | -------- | -------------------- | ---------------- | ---------------- |
| Primo ministro                                                |          |          | Sergej Sidorskij     | Indipendenti     |                  |
| Vice Primo Ministro                                           |          |          | Vladimir Nesterovich | Indipendenti     |                  |
| Secondo Vice Primo Ministro                                   |          |          | Sergej Sergeevich    | Indipendenti     |                  |
| Ministro dell'Economia                                        |          |          | Andrej Vladimirovich | Indipendenti     |                  |
| Ministro delle finanze                                        |          |          | Nikolai Petrovich    | Indipendenti     |                  |
| Ministro degli esteri                                         |          |          | Mikhail Mikhailovich | Indipendenti     |                  |
| Ministro dell'agricoltura e dell'alimentazione                |          |          | Mikhail Mikhailovich | Comunista        |                  |
| Ministro delle risorse naturali e della protezione ambientale |          |          | Leonty Ivanovich     | Indipendenti     |                  |
| Ministro delle comunicazioni e dell'informazione              |          |          | Vladimir Ivanovich   | Indipendenti     |                  |
|                                                               |          |          |                      |                  |                  |